# فورت وسکوئز
فورت وسکوئز (به انگلیسی: Fort Vasquez) یک منطقهٔ مسکونی در ایالات متحده آمریکا است که در کلرادو واقع شده است.